# Izabella Gustowska

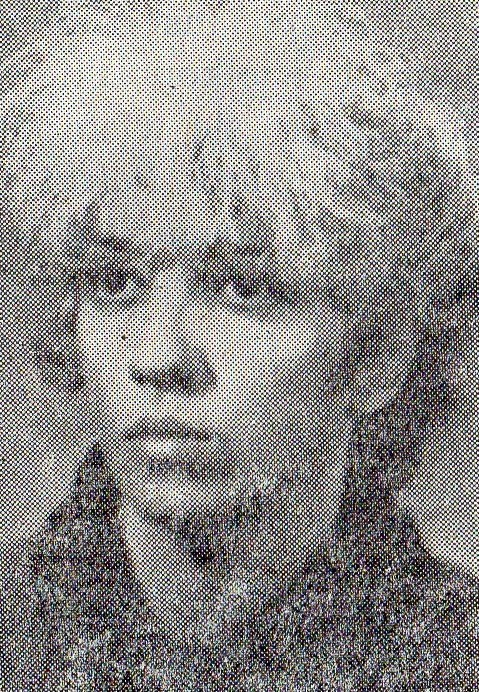
Izabella Gustowska

Izabella Antonina Gustowska (* 1948 in Posen) ist eine polnische Multimedia-Künstlerin.
Gustowska studierte von 1967 bis 1972 an der Kunstakademie in Posen, wo sie später auch viele Jahre unterrichtete. Mit Bogumił Kaczmarek, Wiesław Krzyżaniak, Wojciech Müller und Lidia Zielińska bildete sie zwischen 1970 und 1978 die Künstlergruppe Od Now, die auf dem Gebiet der Rauminstallation und Aktionskunst aktiv war. Von 1979 bis 1992 führte sie in Posen die Galeria ON. 1987 vertrat sie Polen auf der Biennale von São Paulo.
In ihren Werken verwendet und verbindet Gustowska Malerei, Graphik, Photographie, Performance- und Videokunst. Die Arbeiten wurden u. a. in den Nationalmuseen von Warschau, Breslau, Posen, Danzig und Stettin, im Victoria and Albert Museum, der Albertina in Wien, im Museum Moderner Kunst Stiftung Ludwig Wien und dem Kunstmuseum Oldenburg gezeigt. Ihre Werke lassen sich Zyklen zuordnen, deren wesentliche sind:
- Przemijania-powtarzania (1972)
- Kobiety (1977)
- Zmieniam się (1978)
- Względne cechy podobieństwa (1979–1990)
- Sny (1990–1994)
- Płynąc (1994–1997)
- Śpiewające pokoje (1996–2001)
- Namiętności i inne przypadki (1999–2001)
- Life is a Story. (2001–2007)
- SHE. Media Story (2007–2008)
- Struny Czasu (2008–2012)
- Przypadek Antoniny L... (seit 2012)

## Auszeichnungen und Ehrungen
- Verdienstkreuz der Republik Polen in Gold (1999)[2]
- Gloria-Artis-Medaille für kulturelle Verdienste in Silber (2011)[3]

## Weblink
- Homepage von Izabella Gustowska